# Incidente del Boeing 707 di Alia del 1975
Il disastro aereo di Agadir era un volo passeggeri charter da Parigi, in Francia, ad Agadir, in Marocco. Il 3 agosto 1975, il Boeing 707-300 operante il volo si schiantò contro una montagna dell'Atlante in fase di avvicinamento all'aeroporto di Agadir-Al Massira. Tutti i 188 passeggeri e membri dell'equipaggio a bordo morirono nell'incidente. È tuttora il disastro aereo con più vittime che coinvolge un Boeing 707, nonché nella storia marocchina.

## L'aereo
Il velivolo coinvolto nell'incidente era un Boeing 707-321C, marche JY-AEE, numero di serie 18767, numero di linea 376. Venne consegnato nel 1964 a Pan American World Airways e ceduto ad Alia pochi mesi prima dell'incidente, il 15 aprile 1975. Era alimentato da 4 motori turboventola Pratt & Whitney JT3D-3B.

## L'incidente
Il Boeing 707, di proprietà di Alia, venne noleggiato dalla compagnia aerea nazionale del Marocco, Royal Air Maroc, per far tornare 181 lavoratori marocchini e le loro famiglie a casa dalla Francia per le vacanze. C'era una fitta nebbia nell'area e l'aereo stava volando da Nord-Est sopra le montagne dell'Atlante. Mentre il 707 stava scendendo da 8 000 piedi (2 400 m) per un avvicinamento alla pista 29, la punta dell'ala destra e il motore n.4 (quello esterno destro) colpirono la cima di una montagna a 2 400 piedi (730 m) di altitudine. Parte dell'ala si separò dalla struttura del velivolo; i piloti persero il controllo e il Boeing finì in un burrone.
Le squadre di soccorso trovarono rottami sparsi su una vasta area. L'impatto fu così violento che non venne trovato nulla di più grande di 1 metro quadrato.

## Le indagini
La causa dell'incidente è stata determinata essere l'errore pilota nel non seguire una rotta sicura prima di iniziare la discesa. L'aeromobile non seguì il solito corridoio Nord-Sud generalmente utilizzato per i voli verso Agadir.